# چشم‌آبی خال‌دار
چشم‌آبی خال‌دار (نام علمی: Pseudomugil gertrudae) نام یک گونه خانواده رنگین‌کمان ماهی‌ها و از سرده ماهی‌های چشم‌آبی و بومی کشور پاپوآ گینه‌نو است.

## پراکنش و زیستگاه
چشم آبی خالدار در رودخانه‌های جنوب گینه نو، جزایر آرو، و قلمرو شمالی و شبه‌جزیره کیپ یورک (کوئینزلند) در استرالیا یافت می‌شود. زیستگاه آنها شامل نهرهای کوچک با جریان آهسته، در آبهایی اغلب با عمق کمتر از ۶۰ سانتی‌متر، برکه‌ها، و باتلاق‌های مملو از ملالوکا یا نخل‌پیچ است. آنها ماهی‌هایی فوق‌العاده انعطاف‌پذیر هستند بطوری که در آبهایی با تفاوت pH از ۳٫۶۸ تا ۹٫۴ یافت شده‌اند.